# Гордяково
Гордяково — деревня в Нюксенском районе Вологодской области.
Входит в состав Городищенского сельского поселения (с 1 января 2006 года по 8 апреля 2009 года входила в Брусенское сельское поселение), с точки зрения административно-территориального деления — в Брусенский сельсовет.
Расстояние до районного центра Нюксеницы по автодороге — 76 км, до центра муниципального образования Городищны по прямой — 28 км. Ближайшие населённые пункты — Игмас, Кириллово, Монастыриха.
По переписи 2002 года население — 1 человек.